# HBO GO
HBO GO a fost un serviciu de televiziune oferit de rețeaua de cablu premium americană HBO. Permitea abonaților HBO să difuzeze selecții video la cerere de conținut HBO, inclusiv serii actuale și trecute.
Din 8 martie 2022 HBO GO a fost înlocuit de HBO Max.